# Verfassungsschutz Schleswig-Holstein
Der Verfassungsschutz Schleswig-Holstein ist eine Abteilung des Innenministeriums Schleswig-Holstein mit Sitz in Kiel. Seine Aufgabe besteht in der Bekämpfung von politischem Extremismus und der Spionageabwehr. Im Haushaltsjahr 2024 verfügte er über rund 140 Mitarbeiter und ein Sachmittelbudget von 1,3 Millionen Euro. Die Leitung liegt in der Hand von Torsten Holleck.

## Rechtsgrundlage
Rechtsgrundlage ist das Gesetz über den Verfassungsschutz im Lande Schleswig-Holstein vom 23. März 1991. Ebenso findet das Artikel-10-Gesetz Anwendung.

## Organisation
Die Abteilung IV 7 des Ministeriums ist in acht Referate untergegliedert:
- Grundsatz, Recht und Zentrale Dienste
- Nachrichtenbeschaffung
- Auswertung Rechtsextremismus
- Auswertung Islamismus und Islamistischer Terrorismus
- Auswertung Linksextremismus und Extremismus mit Auslandsbezug, Spionageabwehr und Wirtschaftsschutz
- Observation und nachrichtendienstliche Technik
- Digitales Arbeiten, technische Aufklärung und Analyseunterstützung, IT, Geheimschutz und IT-Sicherheit
- Datenschutz, Operative Sicherheit und Presse- und Öffentlichkeitsarbeit

Im Jahr 2024 umfasste die Abteilung rund 140 Mitarbeiter und verfügte über ein Sachmittelbudget von 1,3 Millionen Euro.

## Leitung
Der Leiter des Verfassungsschutzes ist seit März 2022 der Jurist Torsten Holleck. Seine Vorgänger waren von 2018 bis 2022 Joachim Albrecht sowie von 2011 bis 2018 Dieter Büddefeld. Von 2005 bis 2011 leitete Horst Eger mit einer mehrmonatigen Unterbrechung im Jahr 2009 den Verfassungsschutz.